# Rochechouart
Rochechouart is een gemeente in het Franse departement Haute-Vienne (regio Nouvelle-Aquitaine) en telt 3.637 inwoners (1 januari 2022). De plaats is de onderprefectuur van het arrondissement Rochechouart.

## Geschiedenis
In de 11e eeuw werd een kasteel gebouwd door burggraaf Aymeric Ostafrancus op een rots boven de samenvloeiing van de Vayres en de Graine. Het kasteel groeide uit tot een groot complex met woningen en twee kapellen: Saint-Jean en Notre-Dame. Oostelijk van het kasteel werd de priorij van Châtenet gesticht en ten noorden van het kasteel de Saint-Sauveurpriorij, gesticht in de 11e eeuw vanuit de Abdij van Charraoux. In het midden van de 13e eeuw kreeg Bourg Saint-Sauveur, ontstaan rond de Saint-Sauveurkerk, een aparte stadsmuur. Deze plaats hing af van de burggraven van Rochechouart en van de priorij. De plaats binnen de stadsmuur had een oppervlakte van drie hectare en de stad telde tot zeven poorten, waarvan de voornaamste Porte Marchedieu, Porte Panard en Porte Béraud (voor 1265) waren. In 1296 kreeg Rochechouart stadsrechten en een stadsbestuur van verkozen consuls. De stad bloeide dankzij haar markten en ambachtslieden. In de 15e en 16e eeuw werd de stadsomwalling vergroot en gemoderniseerd, maar in de 18e eeuw was deze bouwvallig en overbodig en werd er in 1776 beslist tot de afbraak.
Tijdens de Franse Revolutie werden het interieur en de archieven van het kasteel vernield. Het kasteel bleef wel in het bezit van de adellijke familie de Rochechouart tot 1836. In dat jaar kocht het departement het kasteel.
Na de Franse Revolutie, bij de vorming van de departementen, ontspon zich een strijd tussen Rochechouart en Saint-Junien. Rochechouart wilde ingedeeld worden bij het departement Charente. Als troostprijs werd dan aan de stad het statuut van hoofdplaats van een district in het departement Haute-Vienne voorgespiegeld. Saint-Junien wilde echter ook hoofdplaats worden van dit district en haalde het gebrek aan goede verbindingen van Rochechouart aan. In een compromis werd Saint-Junien de hoofdplaats van het district en kreeg Rochechouart de bijhorende rechtbank toegewezen. Later werd Rochechouart alsnog de onderprefectuur van het arrondissement (de opvolger van het district).

## Geografie
Rochechouart ligt aan de samenvloeiing van de Vayres en de Graine.
Op het grondgebied van de gemeente zijn resten, aanwijzingen van een meteorietinslag 200 miljoen jaar geleden: Astroblème de Rochechouart-Chassenon. Dit gebied is beschermd als Réserve naturelle.
De oppervlakte van Rochechouart bedroeg op 1 januari 2022 53,88 vierkante kilometer; de bevolkingsdichtheid was toen 67,5 inwoners per km². De onderstaande kaart toont de ligging van Rochechouart met de belangrijkste infrastructuur en aangrenzende gemeenten.

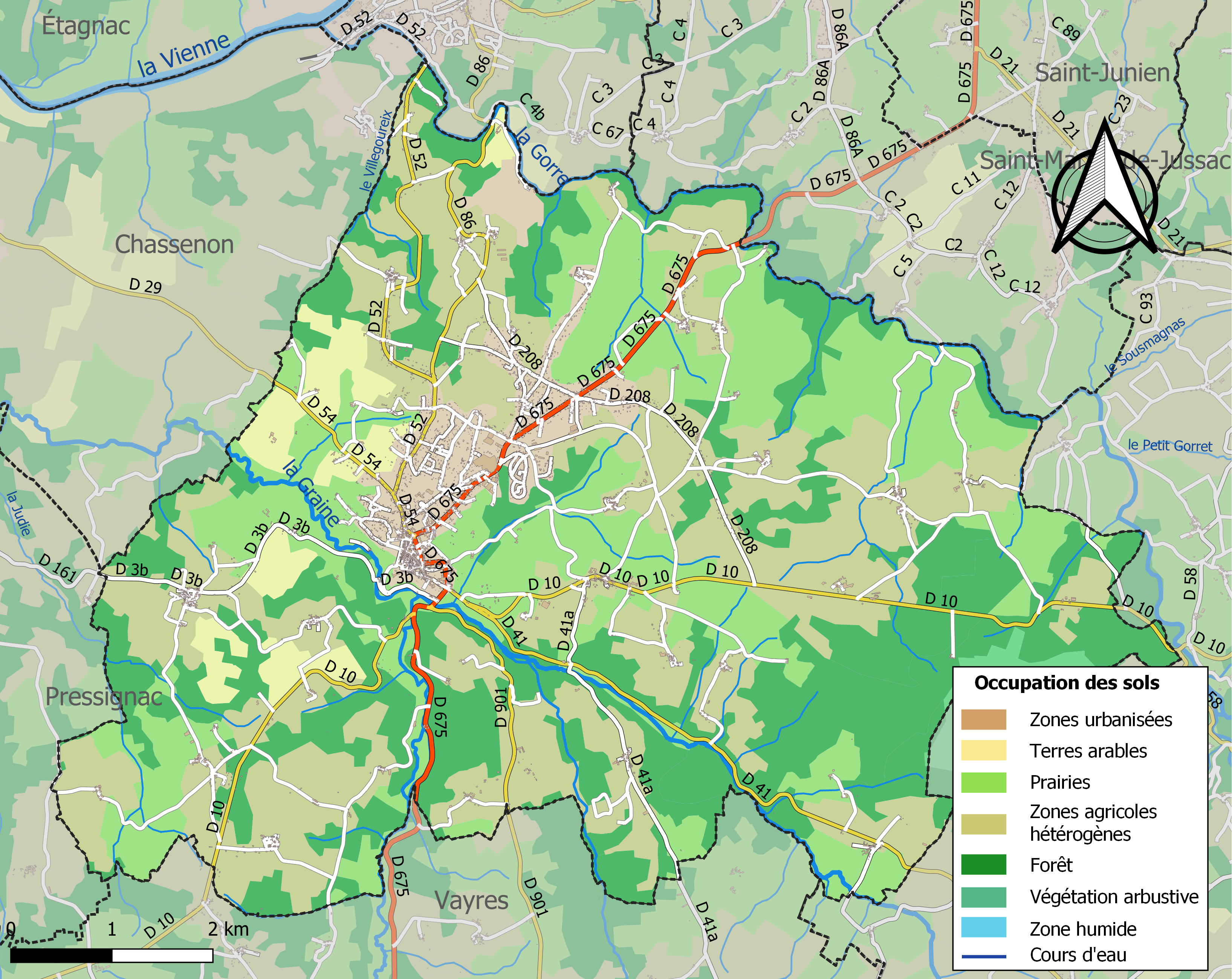

## Demografie
Onderstaande figuur toont het verloop van het inwonertal (bron: INSEE-tellingen).

## Bezienswaardigheden
Jaarlijks wordt in de zomer het cultuurfestival Labyrinthe de la Voix gehouden.
Bezienswaardigheden in Rochechouart zijn:
- Kerk Saint-Sauveur, begonnen in 1060 of 1067 en verbouwd vanaf de 13e eeuw. De klokkentoren is 16e-eeuws en de gedraaide torenspits werd gebouwd tussen 1767 en 1774.
- Kasteel van Rochechouart, dat sinds 1985 een museum voor hedendaagse kunst herbergt: Musée Départemental d’Art Contemporain[5]
- Drie torens van de voormalige stadsmuur
- Gotische brug (13e eeuw)
- Maison de la Réserve Naturelle – Espace Météorite Paul Pellas

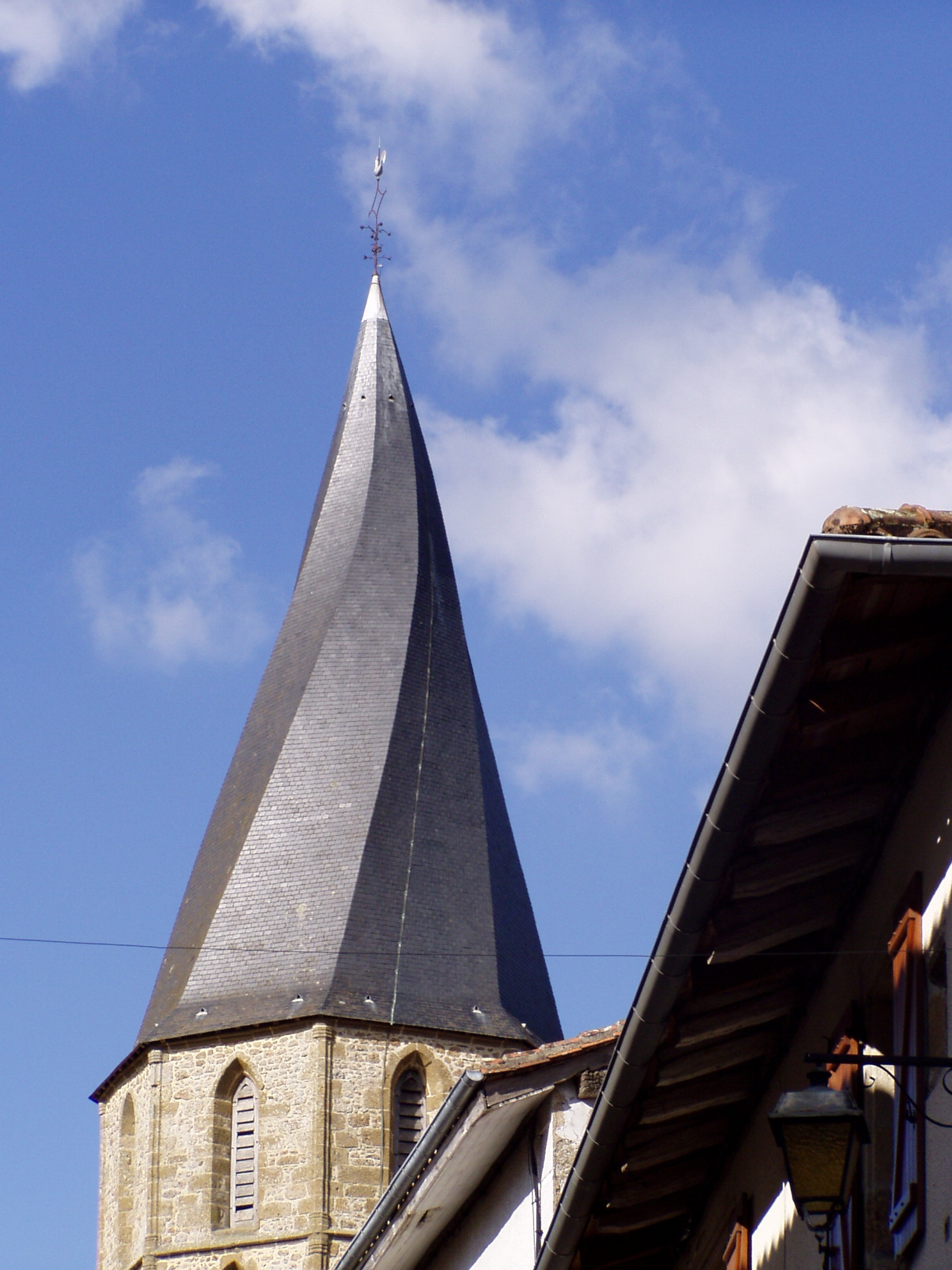
De gedraaide toren van de Sint-Sauveur
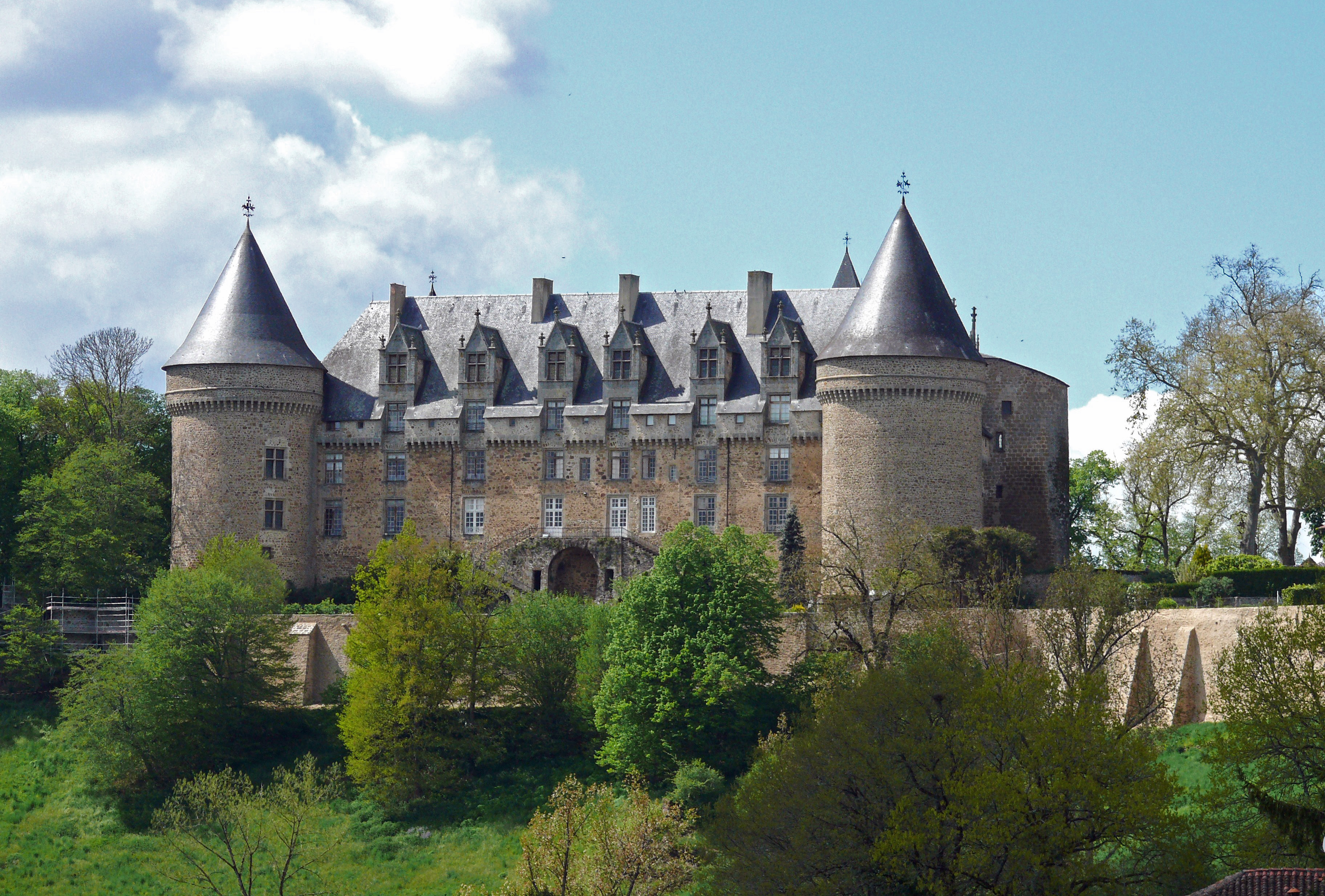
Kasteel (buitenzijde)
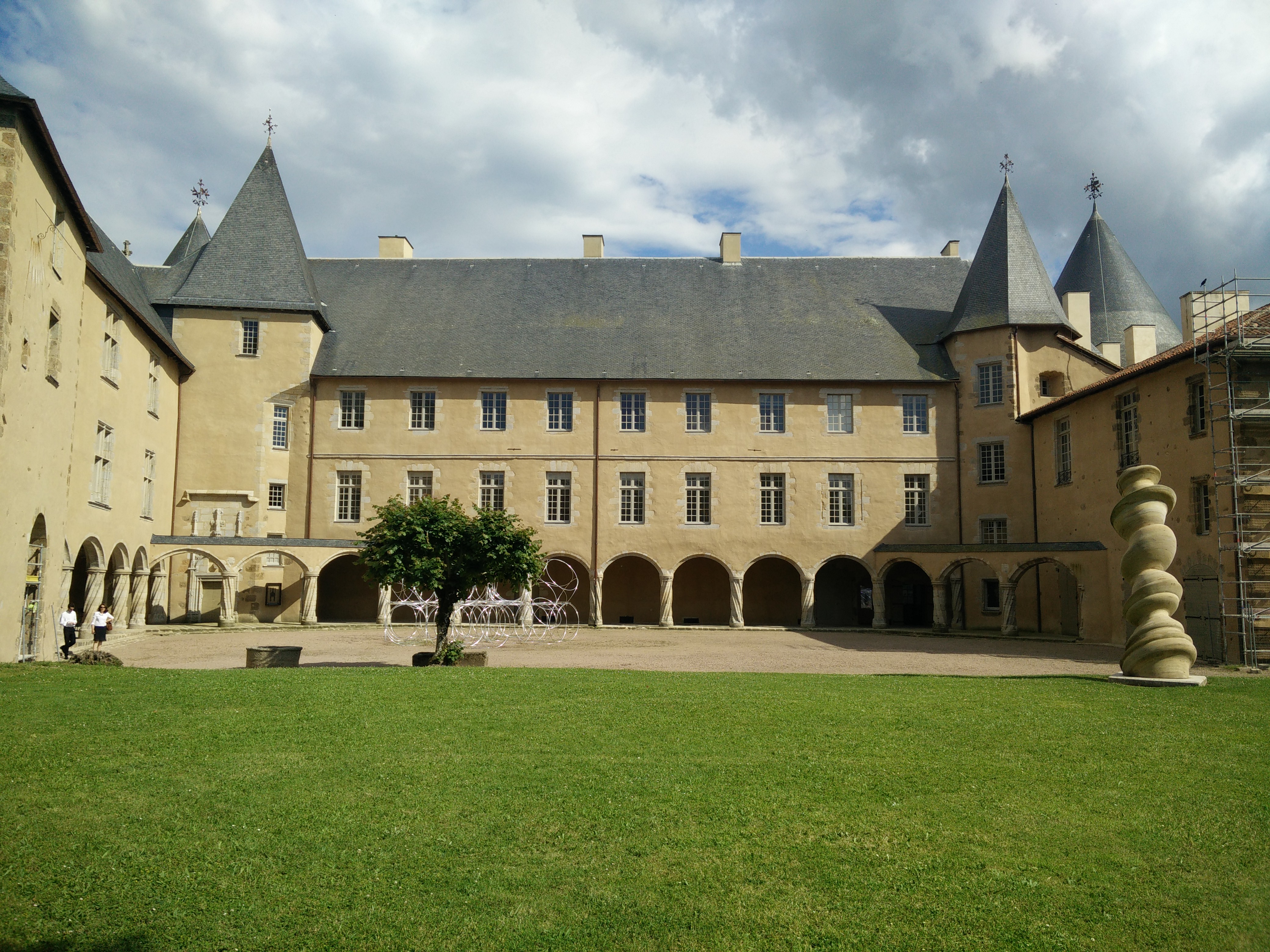
Kasteel (binnenzijde)
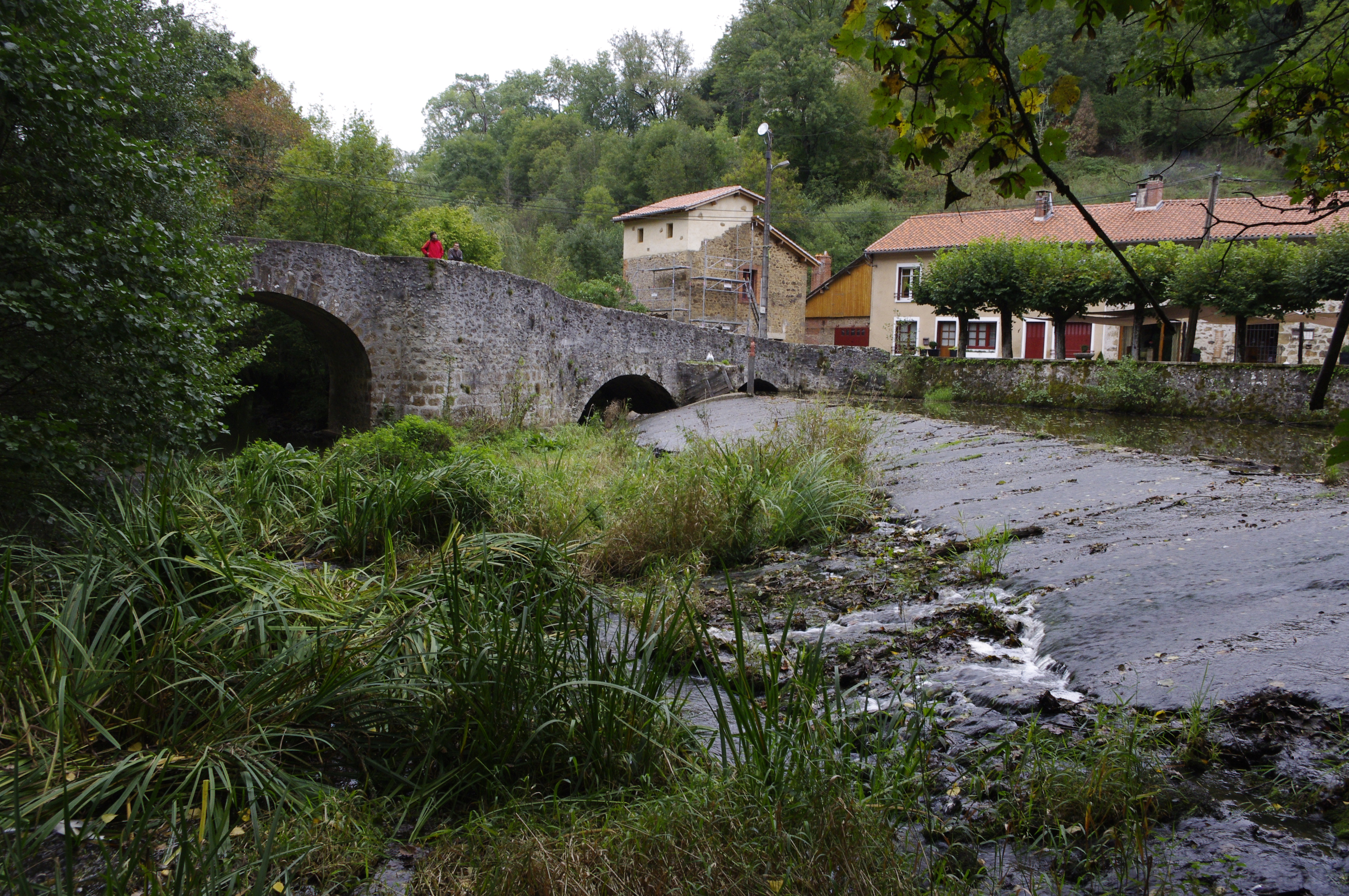
Gotische brug over de Graine
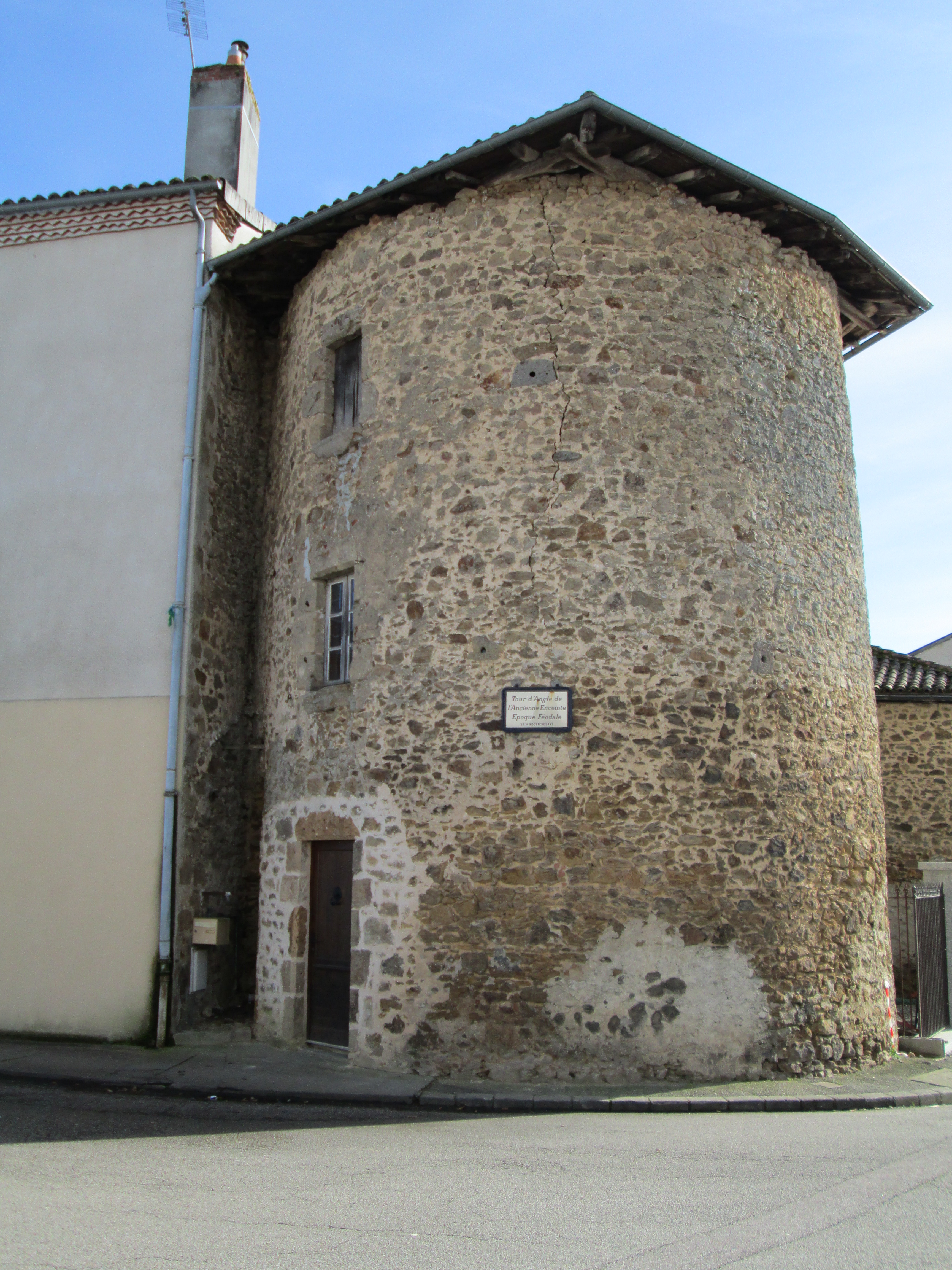
Toren van de voormalige stadsmuur
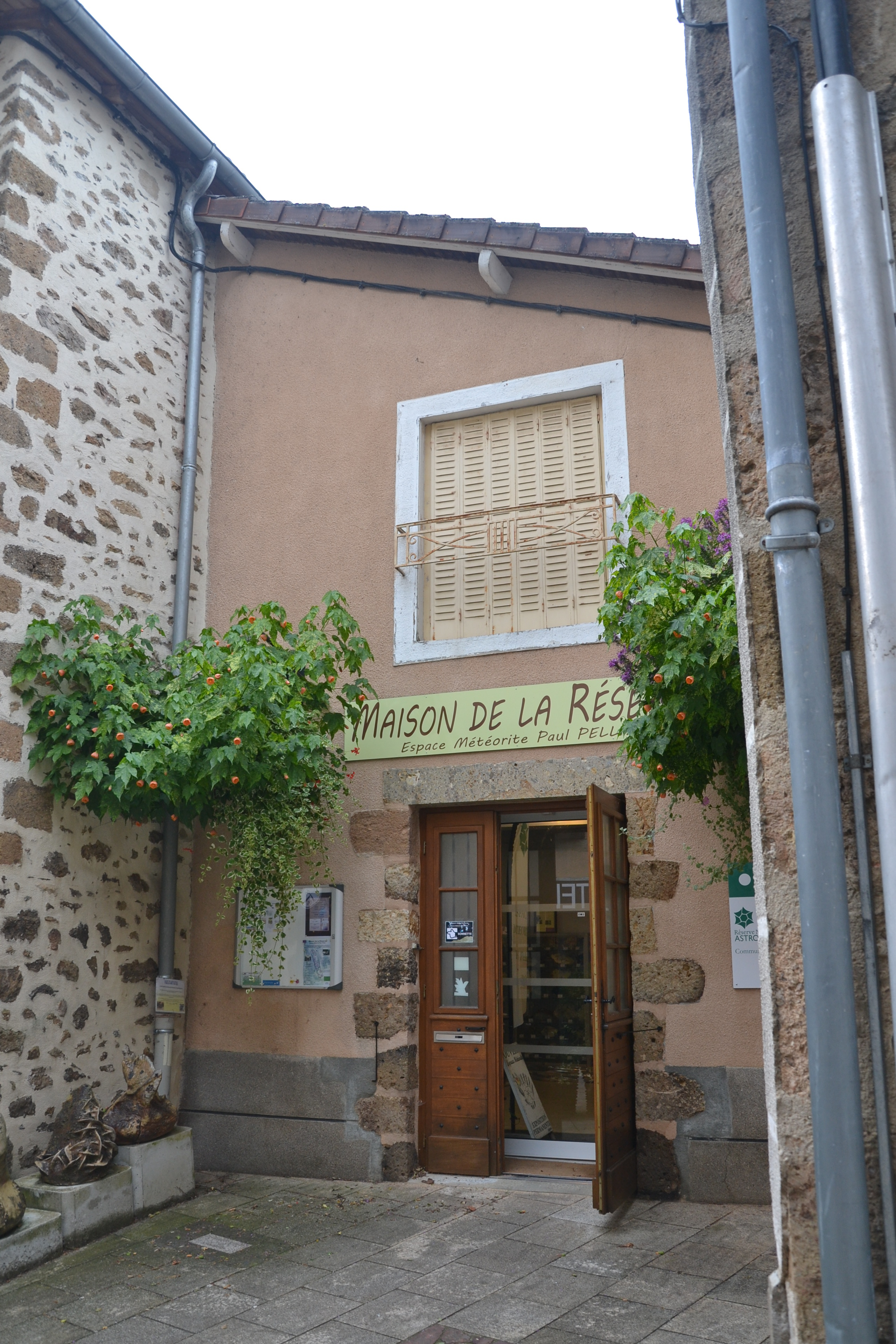
Maison de la Réserve Naturelle
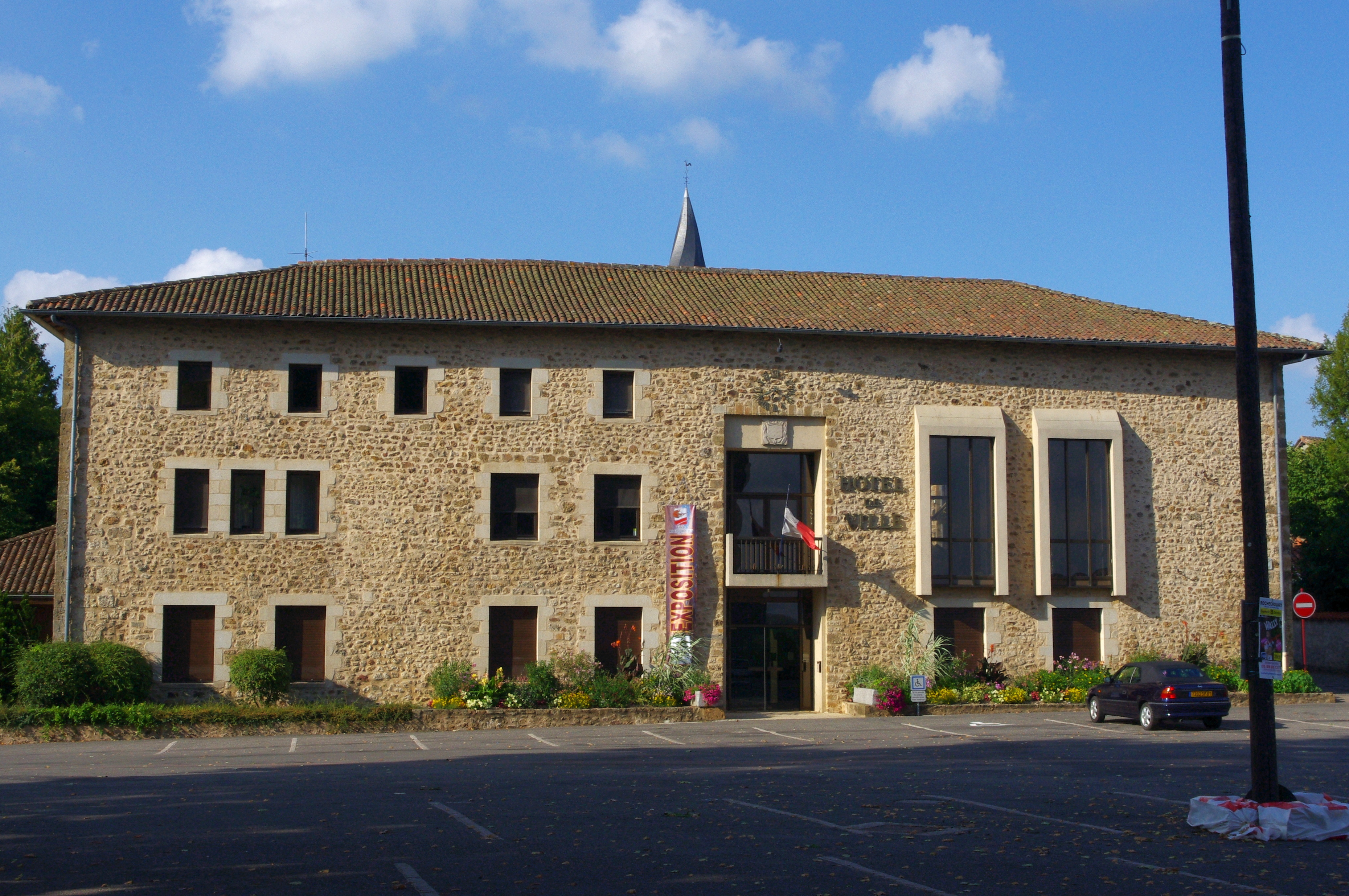
Gemeentehuis